# Alfredo Gutiérrez Ortiz Mena
Alfredo Gutiérrez Ortiz Mena (Cuernavaca; 14 de octubre de 1969) es un abogado mexicano que se desempeña como ministro de la Suprema Corte de Justicia de la Nación (SCJN) desde diciembre de 2012.

## Estudios
Es licenciado en Derecho por la Universidad Nacional Autónoma de México (UNAM) y Maestro en Derecho por la Universidad de Harvard, de la cual recibió, además, el Certificado en Tributación Internacional. La  Fundación Fulbright- García Robles le otorgó una beca para sus estudios de posgrado.

## Trayectoria profesional
Durante el periodo comprendido entre los años 1995 a 2012 se desempeñó en la práctica privada, en diversas firmas de abogados nacionales e internacionales, asimismo, ocupó distintos cargos en la Administración Pública Federal, en el Servicio de Administración Tributaria (SAT), fue administrador general jurídico (2003 a 2007) y administrador general de Grandes Contribuyentes (2007 a 2008) y el 9 de julio de 2008 fue designado jefe del SAT, cargo que ocupó hasta el 30 de noviembre del 2012.
Anualmente, el ministro visita la Universidad de Harvard, en su calidad de exalumno distinguido, para participar en un ciclo de conversatorios con la comunidad académica (Traphagen Distinguished Alumni Speaker Series).[cita requerida]
Por otro lado, desde el 2016, se ha desempeñado como embajador de buena voluntad ambiental de las Américas, en la Organización de Estados Americanos. También es miembro de la junta directiva del Global Judicial Institute on the Environment.[cita requerida]
Actualmente, es miembro del Consejo Directivo de la Fundación UNAM. Además, forma parte de la Barra Mexicana de Abogados y de la Barra del Estado de Nueva York.[cita requerida]

## Ministro de la SCJN
En noviembre de 2012 formó parte de una de las ternas propuestas por el titular del Ejecutivo Federal y, posteriormente, fue designado Ministro de la Suprema Corte de Justicia de la Nación por el Senado de la República, cargo que ocupa desde el 1 de diciembre de ese mismo año por un periodo de 15 años.
Tanto en sus sentencias como en sus votos, el ministro Gutiérrez Ortiz Mena ha explicado por qué su aproximación al derecho se guía por la idea de que la Constitución debe ser leída e interpretada de acuerdo con el derecho internacional de los derechos humanos. Su estilo de argumentación jurídica suele apelar al lenguaje de principios que normalmente se asocian con valores de corte liberal. Ha suscrito la idea de que aquellas reglas que limitan el alcance de los derechos humanos deben ser interpretadas del modo más restrictivo posible.[cita requerida]
El Ministro Gutiérrez Ortiz Mena ha sido consistente en proponer que los casos sean analizados con perspectiva de género. Su manera de pensar sobre la equidad y discriminación lo ha llevado a pronunciarse en favor de declarar la inconstitucionalidad de normas secundarias que, a su juicio, resultarían en un reforzamiento de estereotipos de género. De acuerdo con una de sus sentencias, para que los jueces estén en condiciones de mantener consciencia de la desigualdad estructural que podría estar en juego en un caso, deben seguir ciertos pasos analíticos. El Ministro también se ha posicionado a favor de entender que la Constitución no discrimina en razón de la orientación sexual.[cita requerida]
El Ministro ha favorecido el rol interpretativo de la Corte en casos relacionados con alegatos sobre detenciones arbitrarias, tortura, confesiones coaccionadas, abuso de la fuerza por parte de la policía, entre otros.[cita requerida]
En algunos de los asuntos en los que ha sido ponente, el ministro ha tratado temas como el estándar material de defensa adecuada, el derecho a interrogar testigos y procedimientos sugestivos en la identificación de testigos.[cita requerida]
Además, fue ponente en el asunto que afirma la posibilidad de analizar -en juicio de amparo- la tortura hecha valer por quien es coinculpado del quejoso.
En relación con el derecho de toda persona a no ser víctima de desaparición forzada, el ministro Gutiérrez fue ponente de la sentencia que afirma la obligación de todas las autoridades de acatar, en sus términos, las medidas y acciones urgentes del Comité contra la Desaparición Forzada de la Organización de Naciones Unidas.
En las acciones de inconstitucionalidad 148/2017, 106/2018 (y su acumulada 107/2018) se pronunció -con el resto de los integrantes del Tribunal Pleno- a favor del derecho de las mujeres y de las personas gestantes a decidir sobre la interrupción del embarazo, y sobre la invalidez de cualquier norma penal que castigara tal decisión.
En temas de federalismo, el ministro Gutiérrez Ortiz Mena se ha pronunciado sobre la importancia de otorgar deferencia a las autoridades estatales.[cita requerida]
Por lo que hace a la materia administrativa, se ha inclinado por conceder deferencia a organismos especializados en su interpretación de la ley.[cita requerida]
En temas de política judicial, Alfredo Gutiérrez Ortiz Mena ha argumentado, con otros ministros, que la Suprema Corte de Justicia de la Nación debe utilizar un método más discrecional para seleccionar los casos que analiza. Su posición favorece la facultad de la Corte para usar su discreción judicial y establecer una agenda de interpretación constitucional.[cita requerida]

## Controversias
Durante su gestión al frente del Servicio de Administración Tributaria, entre 2008 y 2012, se le condonó la suma de 392 mil millones de pesos a más de 9 mil empresas o personas contribuyentes. Entre los contribuyentes condonados está Exportado Ajalpan, TAESA, Creaciones Valeia, Textules Sanfor, Astillero Monarca, Maquilas Unidas de Tecamachalco, etc. En 2019, Fundar obtuvo información mediante un litigio en el que señala que Gutiérrez Ortiz Mena condonó los adeudos fiscales a 586 grandes contribuyentes, que debían al fisco entre 100 millones y 999 millones de pesos.